# Xyris formosana
Xyris formosana là một loài thực vật hạt kín trong họ Hoàng đầu. Loài này được Hayata miêu tả khoa học đầu tiên năm 1915.